# Hidroksikarbamid
Hidroksikarbamid (INN) ili hidroksiureja (Hydrea i Droxia) je antineoplastični lek, koji je prvi put sintetisan 1869. godine. On se koristi za tretman mijeloproliferativnih poremećaja, posebno slučajeva bolesti policitemija vera i esencijalna trombocitemija. Takođe se koristi za ublažavanje bolnih napada uzrokovanih srpastom anemijom, a ima i antiretroviralna svojstva u tretmanu bolesti kao što je AIDS.

## Mehanizam dejstva
Hidroksikarbamid umanjuje produkciju dezoksiribonukleotida putem inhibicije enzima ribonukleotidna reduktaza tako što uklanja tirozilne slobodne radikale koji učestvuju u NDP redukciji.
U lečenju srpaste anemije, hidroksikarbamid povišava koncentraciju fetusnog hemoglobina. Precizni mehanizam dejstva još uvek nije poznat, mada postoje indikacije da hidroksikarbamid povišava nivoe azot-monoksida, uzrokujući aktivaciju rastvorne guanilil ciklaze, što dovodi do povišenja nivoa cikličnog CMP, i aktivacije gamaglobinske sinteze neophodne za fetusni hemoglobin (uklanjanjem ćelija koje predominantno formiraju srpasti hemoglobin). Mali broj klonova crvenih krvnih zrnaca, poznatih kao F ćelije, su potomci male populacije nezrelih eritroidnih prekurzora (BFU) koji zadržavaju sposobnost HbF produkcije.

## Osobine
| Osobina                  | Vrednost |
| ------------------------ | -------- |
| Broj akceptora vodonika  | 2        |
| Broj donora vodonika     | 3        |
| Broj rotacionih veza     | 0        |
| Particioni koeficijent ( | -1,0     |
| Rastvorljivost (logS, log(mol/L))       | 0,3      |
| Polarna površina (PSA, Å2)  | 75,3     |